# Kraljevo
Kraljevo je mesto ob reki Ibar v Srbiji z okoli 60.000 prebivalci in je središče istoimenske občine, Raškega upravnega okraja ter Žičke pravoslavne eparhije.
V bližini se nahaja letališče Kraljevo in samostan Žića, kjer so bili kronani srbski kralji.
Nekaj časa se je mesto imenovalo Rankovićevo po takratnem vodilnem srbskem politiku v socialistični Jugoslaviji, Aleksandaru Rankoviću.

## Demografija
V naselju je ob popisu 2002 živelo 45.870 polnoletnih prebivalcev, pri čemer je bila njihova povprečna starost 38,8 let (37,9 pri moških in 39,7 pri ženskah). Naselje je imelo 19.360 gospodinjstev, pri čemer je bilo povprečno število članov na gospodinjstvo 2,97.
|  | 12735 | 16968 | 24195 | 36484 | 53318 | 58361 | 58847 | 64175 | 57432 |
|  | 1948  | 1953  | 1961  | 1971  | 1981  | 1991  | 2002  | 2011  | 2022  |

Glede na rezultate popisa iz leta 2002 je to naselje večinoma srbsko.
| Etnična sestava po popisu iz leta 2002 | Etnična sestava po popisu iz leta 2002 | Etnična sestava po popisu iz leta 2002 | Etnična sestava po popisu iz leta 2002 | Etnična sestava po popisu iz leta 2002 |
| -------------------------------------- | -------------------------------------- | -------------------------------------- | -------------------------------------- | -------------------------------------- |
| Srbi                                   | Srbi                                   |                                        | 54.429                                 | 94,80%                                 |
| Romi                                   | Romi                                   |                                        | 860                                    | 1,49%                                  |
| Črnogorci                              | Črnogorci                              |                                        | 713                                    | 1,24%                                  |
| Makedonci                              | Makedonci                              |                                        | 193                                    | 0,33%                                  |
| Jugoslovani                            | Jugoslovani                            |                                        | 179                                    | 0,31%                                  |
| Hrvati                                 | Hrvati                                 |                                        | 149                                    | 0,25%                                  |
| Muslimani                              | Muslimani                              |                                        | 49                                     | 0,08%                                  |
| Bolgari                                | Bolgari                                |                                        | 47                                     | 0,08%                                  |
| Madžari                                | Madžari                                |                                        | 30                                     | 0,05%                                  |
| Slovenci                               | Slovenci                               |                                        | 27                                     | 0,04%                                  |
| Albanci                                | Albanci                                |                                        | 21                                     | 0,03%                                  |
| Goranci                                | Goranci                                |                                        | 14                                     | 0,02%                                  |
| Nemci                                  | Nemci                                  |                                        | 8                                      | 0,01%                                  |
| Rusi                                   | Rusi                                   |                                        | 7                                      | 0,01%                                  |
| Romuni                                 | Romuni                                 |                                        | 6                                      | 0,01%                                  |
| Slovaki                                | Slovaki                                |                                        | 5                                      | 0,00%                                  |
| Ukrajinci                              | Ukrajinci                              |                                        | 4                                      | 0,00%                                  |
| Rusini                                 | Rusini                                 |                                        | 4                                      | 0,00%                                  |
| Bošnjaki                               | Bošnjaki                               |                                        | 4                                      | 0,00%                                  |
| Čehi                                   | Čehi                                   |                                        | 2                                      | 0,00%                                  |
| Bunjevci                               | Bunjevci                               |                                        | 2                                      | 0,00%                                  |
| Neznano                                | Neznano                                |                                        | 400                                    | 0,69%                                  |